# Radion Kertanti
Radion Kertanti (Chikolá, URSS, 9 de enero de 1971) es un deportista eslovaco de origen osetio que compitió en lucha libre. Ganó una medalla de plata en el Campeonato Europeo de Lucha de 1996, en la categoría de 74 kg.

## Palmarés internacional
| Campeonato Europeo | Campeonato Europeo | Campeonato Europeo | Campeonato Europeo |
| Año                | Lugar              | Medalla            | Categoría          |
| ------------------ | ------------------ | ------------------ | ------------------ |
| 1996               | Budapest (Hungría) | Medalla de plata   | 74 kg              |